# Гайдельберзький трамвай
Гайдельберзький трамвай — трамвайна мережа у місті Гайдельберг, Німеччина. 
Мережа з шириною колією 1000 м сполучена з трамвайною мережею Мангайм/Людвігсгафен та залізницею Бад-Дюркгайм — Людвігсгафен — Оггерсгайм двома міжміськими лініями, що раніше належали нині неіснуючій компанії Верхньорейнської залізниці.
Перший електричний трамвай введено в експлуатацію в 1901 році. 
З 2009 року трамвайна мережа управляється компанією Rhein-Neckar-Verkehr GmbH (RNV) та належить компанії Heidelberger Straßen- und Bergbahn AG. 
Мережа також поширюється від міської території Гайдельберга до сусідніх громад Лаймен та Еппельгайм.

## Маршрути
| Лінія | Маршрут |
| ----- | --- |
| 5     | Вайнгайм – Мангайм – Гайдельберг – Вайнгайм |
| 9     | Бісмаркплац – Мангайм – Людвігсгафен – Бад-Дюркгайм (RNV-Express) → Тільки влітку |
| 21    | Ранок: Зегартен – Головний вокзал – Технологічний парк – площа Ганса Тома – Технопарк – кампус Берггайм – Зегартен Після обіду: Зегартен – кампус Бергхайм – технопарк – площа Ганса Тома – технопарк – Головний вокзал – Зегартен: → Години роботи приблизно з 7:00 до 19:00, лише з понеділка по п'ятницю |
| 22    | Бісмаркплац – Рінгштрасе – Банштадт – Пфаффенгрунд – Еппельгайм : |
| 23    | Бісмаркплац – Вестштадт – Рорбах – Ляймен: |
| 24    | (Шрисгайм –) Гандшусгайм – Технопарк – Гайдельберг-Головний – Вестштадт – Рорбах-Південний → Трамваї зі Шрисгайму курсують лише в годину пік (6:30 – 8:00 та 16:30 – 18:00) кожні 20 хвилин |
| 26    | Гандшусгайм – Ноєнгайм – Бісмаркплац – Берггаймер-штрассе – Банштадт – Кірхгайм: |

Усі лінії обслуговуються RNV. 
Інфраструктура трамвайної мережі (лінії згідно з BOStrab) належить HSB. Л
Лінії 21 — 24 мали позначення 1 — 4 до зміни розкладу руху 10 грудня 2006 року. 
Лінія 26 запроваджена в той же час, але раніше планувалася як лінія 6. 
Лінія 5 (раніше OEG) курсує за кільцевим маршрутом Мангайм – Вайнгайм – Гайдельберг – Мангайм в обох напрямках. Мережа працює на трамвайних коліях у містах Мангайм та Гайдельберг. 
На міжміських маршрутах лінії 5 та 9 працюють як залізничні потяги. 
Залізнична інфраструктура належить MVV Verkehr GmbH, яка повністю придбала MVV OEG AG у 2009 році. 
Відтоді назва OEG формально більше не існує.

## Рухомий склад
Сьогоденний парк трамваїв, що експлуатуються RNV на базі Гайдельберга, складається із:
- 2 восьмивісні зчленовані залізничні вагони GT8 Duewag(інші мови), 1975 року випуску (202 — колишній вагон автошколи та припаркований, 204 — музейний вагон)
- 7 восьмивісних легкорейкових вагонів Düwag N8C, випущених в 1985/86 рр., переобладнаних у M8C-NF у 2010-13 рр., номери 3251–3254 та 3256–3258
- 2 шестивісні низькопідлогові вагони Duewag/Siemens M/NGTx(інші мови), 1994/95 рр. випуску, номери 3265 та 3268
- 16 восьмивісних трамваїв Rhein-Neckar Variobahn від Bombardier, випущених у 2002/03 рр. (номери 3273 — 3280 без накопичувача енергії), а також у 2009/10 рр. (номери 3281 — 3288 з накопичувачем енергії)
- 10 шестивісних трамваїв Rhein-Neckar Variobahn від Bombardier, випуску 2005/06 рр. (номери 4133–4138 та 4140–4142 без накопичувача енергії) та 2009 року (номер 4143 з накопичувачем енергії)

Після закінчення терміну служби останні шестивісні вагони Гайдельбергу тривалий час перебували на стоянці в депо Людвігсгафен-Райнгенгайм, але до січня 2019 року їх або здали, або утилізували. Шестивісний вагон (номер вагона 218) повернули з Шенайхе.